# 沈烝
沈烝（？—1617年），字胤盛，號華東，浙江嘉興府桐鄉縣人，民籍，明朝政治人物。

## 生平
萬曆四年（1576年）丙子科浙江鄉試第三十四名，萬曆十一年（1583年）癸未科會試第一百十九名，登二甲第三十五名進士。禮部觀政，次年授直隶亳州知州，二十年補山东濮州，二十一年升兵部员外郎，二十二年升郎中，二十六年升福州府知府，本年調济南知府，三十年三月升本省副使，本年改江西副使，三十八年升本省督粮道参政，四十一年升本省按察使，四十三年升福建右布政使，四十四年升山东左布政使，同年升南京都察院提督操江御史，四十五年卒。

## 家族
曾祖沈祿；祖父沈昂；父沈葩。母丘氏。具慶下。兄默、照。